# ŠK Slovan Bratislava
Az ŠK Slovan Bratislava (a Slovan név magyarul szlávot jelent) a legismertebb és legeredményesebb szlovák labdarúgócsapat, székhelye Pozsonyban található.
A klubot 1919. május 3-án alapították. A klub első elnöke Richard Brunner rendőrkapitány lett. A csapat eleinte csak az amatőr csehszlovák labdarúgó-bajnokságban és az ugyancsak amatőr szintű szlovák bajnokságban szerepelt és 1927-ben megnyerte a csehszlovák amatőr bajnokságot. Az 1935–36-os szezontól azonban a klub bekapcsolódott a csehszlovák labdarúgó-bajnokság első osztályának küzdelmeibe, ezzel az első profi bajnokságban szereplő szlovák klub lett. Az egy évszázados történelem folyamán a klub több névváltoztatáson ment keresztül. Csehország német megszállása után a szlovák csapatok saját bajnokságot alapítottak. Ez az időszak hozta el az első aranykort a klub történetében. 1939-től 1944-ig a csapat négy bajnoki címet szerzett és két alkalommal lett ezüstérmes. A második világháborút követően Csehszlovákia újraalakult, és az 1945–46-os szezontól 1993-ig a klub ismét a csehszlovák labdarúgó-bajnokságban szerepelt. Szlovákia 1993-as önállóvá válása után az újra megszervezett szlovák labdarúgó-bajnokságban vett részt. A csehszlovák labdarúgó-bajnokság első osztályát nyolc, a szlovákot pedig tizenöt alkalommal nyerte meg a csapat. A csehszlovák és a szlovák labdarúgókupában összesen tizenhét alkalommal diadalmaskodott a klub. A nemzetközi kupák tekintetében a legnagyobb sikert a kupagyőztesek Európa-kupájának elhódítása jelentette az 1968–69-es szezonban egy alkalommal pedig megnyerték a Közép-európai kupát is. Az 1984–85-ös szezonig az egyetlen csapat volt amely nem esett ki az élvonalból.
A Slovan jelentősen kivette a részét a csehszlovák, majd a szlovák labdarúgás válogatott sikereiből is az Európa- és a világbajnokságokon. Az 1976-os Európa-bajnokságon győztes csapatában hét szlovák labdarúgó volt, ebből hat a németek elleni döntőben is pályára lépett. A klub színeiben több, a csehszlovák és szlovák labdarúgás jelentős alakjai közé sorolható labdarúgó viselte és a legtöbb válogatott játékost is a Slovan adta a történelem során. Bár futballklubként alapították, a kezdetektől fogva más sportágak szakosztályai is működnek a klub égisze alatt, így atlétika, úszó, kézilabda, birkózó, vívó, jégkorong, tenisz, asztalitenisz, röplabda, kosárlabda, ökölvívó, műkorcsolya, rögbi, jégkorong, baseball, sakk és futsal szakosztálya is van a csapatnak.
A Slovannak, illetve szurkolóinak többször volt összetűzése magyar klubokkal és szurkolóival. Az első és talán leghírhedtebb ilyen eset az 1992. szeptember 16-án bekövetkezett volt. A Slovan–Ferencváros Bajnokcsapatok-Európa-kupája-mérkőzésen a 60. percben szlovák kommandósok előzmények nélkül támadtak a Ferencváros szurkolóira. Az események kiváltó oka a szlovák-magyar ellentét, a Felvidék magyarok lakta embereinek identitása, magyarságtudata volt. A történtek nagy visszhangot keltettek, akkori híradások szerint 14 embert súlyos állapotban szállítottak kórházba. A klub a 2010-es években kezdett rivalizálásba a dunaszerdahelyi DAC csapatával és a két klub szurkolói között hasonló okokra visszavezethetően állt fenn ellentét, amely többször is akár tettleges incidensekbe torkollott. 2008. november 1-jén a DAC-Slovan mérkőzés kezdetén szlovák szurkolókkal csaptak össze rendőrök, a mérkőzés közben pedig a DAC szurkolóit érte rendőri támadás. Az atrocitások következtében 31 embert állítottak elő és ötven sérültet láttak el.
Ezen ellentétek ellenére főképp a 2010-es években a Slovannak több meghatározó magyar labdarúgója volt Priskin Tamás, Saláta Kornél  és Holman Dávid személyében, míg az 1940-es évek közepén Kubala László, az 1990-es évek végén pedig Keresztúri András viselte a klub mezét.

## Története

### A kezdetektől a professzionalizmusig

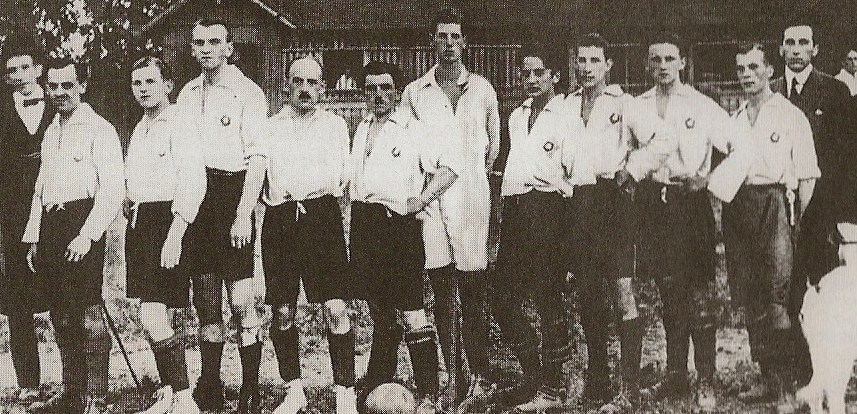
A 1. ČsŠK Bratislava csapata 1919-ben

Csehszlovákia függetlenségének kikiáltása után, mely 1918. október 28-án következett be, felmerült az igény egy új, pozsonyi központú szlovák klub megalapítására. A kezdeményezés cseh tisztviselőktől eredt, akik részt vettek az új közigazgatás kiépítésében. Az 1. ČsŠK Bratislava nevet az előkészítő bizottság tagjai hagyták jóvá a Panonia kávézóban 1919. április 1-jén (más források szerint az új sportklub alapítása 25 rajongóhoz köthető, akik 1919. március 29-én Grajciar fogadójában ültek össze). Az egyesület hivatalos megalapítására végül 1919. május 3-án került sor. Ekkor tartották a nagygyűlést és az alapszabályzatot is ekkor fogadták el.
A csapat az első másfél évtizedben az amatőr csehszlovák és az ugyancsak amatőr szintű szlovák labdarúgó-bajnokságban szerepelt. Az előbbiben két ízben sikerült a klubnak a bajnoki címet elnyernie: az 1927-es és az 1929–30-as évadokban. Az utóbbiban kilenc szezon alatt összesen öt alkalommal végzett a csapat az első helyen, bár ezek nem tekinthetőek hivatalos bajnoki címeknek. A csehszlovák labdarúgó-bajnokság első osztályának átszervezésével az 1. ČsŠK Bratislava az 1935–1936-os szezontól vehetett részt a csehszlovák élvonal küzdelmeiben.

### A Braun-korszak

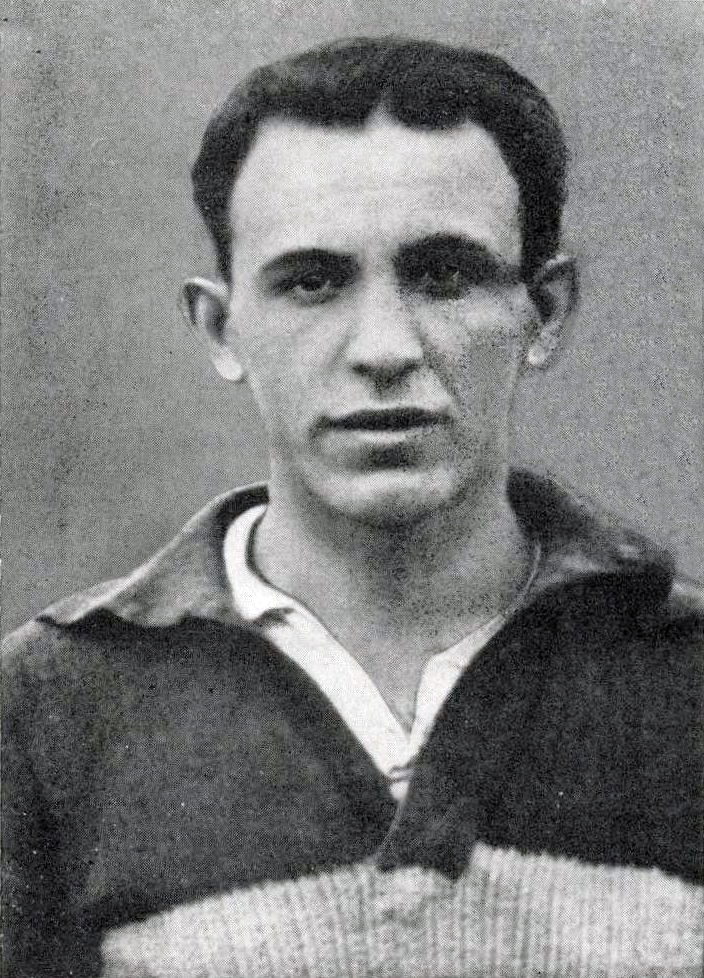
Braun József

A professzionális bajnokságra való felkészülést a magyar Braun József edzővel kezdte meg a csapat. Braun 1934-ben érkezett a klubhoz, amely az 1935–36-os szezontól végre bekapcsolódott a csehszlovák labdarúgó-bajnokság első osztályának küzdelmeibe, ahol viszonylag jól is szerepelt. Az első idényben az 1. ČsŠK Bratislava csak némi balszerencsével lett hetedik helyezett, a következő szezonokban pedig a negyedik és az ötödik helyen végzett a csapat. Braunt az 1937–38-as szezonban az ugyancsak magyar Jávor Pál váltotta az edzői poszton, 1938-ban azonban ismét a Csibi becenevű Braun lett a csapat edzője. Bár a magyar edző eredményesen látta el a feladatát, a sorsa kedvezőtlenre fordult a pozsonyi klubnál, és még ugyanebben az évben távoznia kellett. A nácizmus előretörése következtében Európában, így Szlovákiában is felerősödött az antiszemitizmus, és ennek hatására Braunt zsidó származása miatt eltávolították a csapat éléről.

### Először a szlovák labdarúgó-bajnokságban
A világpolitikai változásoknak köszönhetően 1939-ben, Csehország német megszállása után, sor került az első önállónak tekinthető szlovák labdarúgó-bajnokság megrendezésére. Az új bajnokság elhozta az első osztály küzdelmeiben ŠK Bratislava néven szereplő klub első aranykorát. Az erősebb cseh klubok nélkül a csapat szinte egyeduralkodóvá vált az élvonalban, és a második világháború végéig megrendezett hat szezon alatt négy bajnoki címet szerzett, valamint kétszer ezüstérmes lett. A korszak legkiemelkedőbb játékosa Ján Arpáš volt, aki három alkalommal is elnyerte a gólkirályi címet. Rajta kívül még Tomáš Porubský emelkedett ki a mezőnyből, aki 27 góljával szintén az élvonal legeredményesebb játékosa volt. Az 1944–45-ös szezon 1944 szeptemberében a hadi eseményeknek köszönhetően megszakadt.

### Újra a csehszlovák élvonalban

#### Az első bajnoki címek
A második világháborút követően a politikai változások következtében Csehszlovákia újraalakult, és a klub ismét a csehszlovák élvonalban folytatta a szereplését. Az 1940-es évek közepétől a csapat a Braun-korszakhoz hasonlóan viszonylag jó teljesítményt nyújtott. Az 1949-es szezonban a nevét Sokol NV Bratislavá-ra változtató klub Leopold Šťastný vezetésével megszerezte az első csehszlovák bajnoki címét. Ezt a bravúrt a következő két évadban is sikerült megismételni. Šťastný távozása után a csapat teljesítménye némileg visszaesett. Egy ezüstérem után előbb a kilencedik, majd az ötödik helyen végzett a bajnokságban. Az 1955-ös szezonban azonban az időközben visszatérő sikeredzővel, Leopold Šťastnýval ismét bajnoki aranyat nyert, majd az 1950-es években még két ezüstérmet sikerült elérni. A csapat 1955-ben mutatkozott be a nemzetközi kupákban. A közép-európai kupában többször is szerepeltek az égszínkékek, legeredményesebb szezonjuk az 1955-ös volt, amikor az elődöntőig jutottak. Az 1956–57-es idényben sor került a bajnokcsapatok Európa-kupájában való bemutatkozásra is, bár a klub nem tudott átütő sikert elérni.

#### Az 1969-es kupagyőztesek Európa-kupája győzelem
Az 1961-ben az egyesület felvette a Slovan CHZJD Bratislava nevet, és az 1960-as években is a bajnokság meghatározó tagja maradt. Az 1960–1961-es szezonban a harmadik helyen végzett, majd négy alkalommal második helyezett lett. Az 1969–1970-es szezonban Michal Vičan vezetésével ismét sikerült elnyernie a bajnoki címet. A csapat a csehszlovák labdarúgókupában három alkalommal is elnyerte a trófeát (1962-ben, 1963-an és 1968-ban).
A klub legnagyobb nemzetközi sikere is ehhez az évtizedhez fűződik, mely során négy alkalommal indult a kupagyőztesek Európa-kupájában. Az 1962–1963-as és az 1963–1964-es szezonban a Slovan a negyeddöntőig jutott. Az igazi áttörés azonban az 1968–1969-es szezonban történt. 1968-ban került sor Csehszlovákiában a prágai tavaszra, melyet a Szovjetunió és csatlósai később fegyveres erővel levertek. Ez a légkör némileg befolyásolta a kupa menetét, mivel számos nyugati csapat nem volt hajlandó pályára lépni a keleti blokk klubjai ellen, és az első kör párosítását regionális alapon újra kellett szervezni. Azonban az események nem voltak negatív hatással a Slovanra. A csapat a jugoszláv FK Bor, a portugál FC Porto, az olasz Torino FC és a skót Dunfermline Athletic FC legyőzésével a döntőbe jutott, ahol az ellenfele a katalán FC Barcelona lett. Michal Vičan csapata közel 20 ezer néző előtt játszotta a döntőt Bázelben. A Slovan meggyőző játékával 3–2-es arányban nyerte a mérkőzést és megérdemelten lett kupagyőztes. Ezzel a teljesítménnyel a Slovan volt az első a keleti blokk csapatai közül, amely az Európai Labdarúgó-szövetség által is elismert kontinentális kupát nyert.
Az Intertotó-kupában ebben az évtizedben három alkalommal indult, és 1968-ban pedig megnyerte azt. A közép-európai kupában négy alkalommal indult a Slovan, legnagyobb sikerét az 1964-es szezonban jegyezte, amikor a döntőbe jutott. Ellenfele az ugyancsak csehszlovák TJ Spartak Praha Sokolovo együttese volt. Az első mérkőzés döntetlenre végződött, azonban a visszavágót elveszítette a Slovan.

#### Hullámvölgyben
Az 1970-es években elején újabb ezüstérmet nyert a Slovan, majd Jozef Vengloš vezetésével az 1973–74-es és az 1974–75-ös szezonokban is megnyerte a bajnokságot. A következő évadban ugyan a csapatnak még sikerült elérnie egy második helyezést, azonban a teljesítménye 1976 után jelentősen visszaesett. Előbb nyolcadik lett, majd ettől is rosszabb helyezéseket ért el. A mélypontot a katasztrofális 1984–85-ös szezon jelentette, amikor a 16. helyen végzett és kiesett az első osztályból. A komoly problémákat jelezte az is, hogy a Slovan csak három szezon elteltével jutott vissza a csehszlovák élvonalba. Ezt követően a csapat teljesítménye fokozatosan javult és Dušan Galis érkezése után, az 1990–91-es évadban ismét ezüstérmes lett, a rákövetkező szezonban pedig újra bajnoki címet ünnepelhetett. Az utolsó csehszlovák labdarúgó-bajnokságot 1992–93-ban rendezték meg, melyben bronzérmes lett a csapat. A kiemelkedő egyéni teljesítményeket tekintve Ján Čapkovič (1971–72), Marián Masný (1980–81) és Peter Dubovský (1991–92 és 1992–93) neve említendő meg, mivel a fenti időszakban ezek a játékosok nyerték el a csehszlovák élvonal gólkirályi címét. A szlovák labdarúgókupa ebben az időben másodlagos szerepet töltött be, mivel a kupa győztese jutott be a csehszlovák labdarúgókupa döntőjébe. Az előbbit hét, az utóbbit két alkalommal nyerte meg. A bajnokcsapatok Európa-kupájában és az utódjában, az UEFA-bajnokok ligájában négy alkalommal indult a (az 1970–71-es, az 1974–75-ös, az 1975–76-os és az 1992–1993-as szezonokban), azonban jelentősebb eredményt nem sikerült elérnie. Az UEFA-kupában három alkalommal (az 1972–1973-as, az 1976–1977-es és az 1991–1992-es idényekben) vett részt a csapat és hasonlóan eredménytelenül szerepelt. A kupagyőztesek Európa-kupájában két ízben indult, de a korábbi nagy sikert nem sikerült megközelítenie, mindkétszer már az első körben kiesett. A közép-európai kupában az 1987–1988-as szezonban vett részt. Bár a Slovan legyőzte a Pescara csapatát, a Váci Izzó MTE elleni súlyos, 6–0-s vereség következtében csoport utolsóként végzett. Egyedül az Intertotó-kupában ért el jelentősebb sikereket, ahol hét alkalommal is sikerült diadalmaskodnia (1970-ben, 1972-ben, 1973-ban, 1974-ben, 1977-ben, 1990-ben és 1992-ben). Összességében tehát kijelenthető, hogy a Slovan főleg az 1970-es évek elején szerepelt jól, majd egy hosszabb hullámvölgy után, az 1990-es évek elején közelítette meg a korábbi formáját.

### Újra a szlovák bajnokságban
1993-ban megalakult az önálló Szlovákia, így a Slovan újra a szlovák labdarúgó-bajnokság első osztályában szerepelt. A csapat tartotta az 1990-es évek elején visszanyert jó formáját és el is nyerte az első három bajnoki címet. Ezt egy bronzérem követte az 1996–97-es szezonban, melyet némi visszaesés követett, de az 1998–99-es idényben ismét bajnok lett. A következő két szezonban bronz- illetve ezüstérmes lett, majd teljesítménye jelentősen leromlott. Ugyan a 2002–03-as szezonban még sikerült elérnie egy harmadik helyezést, de a katasztrofális 2003–04-es idényben a Slovan ismét búcsúzni kényszerült az élvonaltól. Hátránya 10 pont volt a kilencedik helyezett ŠK Matador Púchov csapatával szemben. A kialakuló kaotikus állapotokat jól jelezte, hogy csapatnak 2001-től 2004 végéig 12 edzője volt.
A Slovan két év elteltével jutott vissza az élvonalba, ahol előbb stabilizálta a helyét, majd a 2008–09-es szezonban ismét bajnoki címet ért el. A szlovák labdarúgókupában három alkalommal bizonyult a legjobb csapatnak (1994-ben, 1997-ben és 1999-ben).
A nemzetközi szereplések nem hoztak sok sikert a klubnak: egy ízben (az 1999–2000-es szezonban) indult az UEFA-bajnokok ligájában, azonban már a második selejtezőkörben kiesett az Anórthoszi Ammohósztu ellenében. Az UEFA-kupában hat alkalommal indult (az 1993–1994-es, az 1994–1995-ös, az 1995–1996-os, az 1996–1997-es, 2000–2001-es és a 2001–2002-es szezonokban), de itt is meglehetősen sikertelenül szerepelt. Legjobb eredményét az 1994–1995-ös kiírásban érte el, amikor bejutott a második körbe. A német Borussia Dortmund azonban túl erős ellenfélnek bizonyult és 4-2-es összesítéssel jutott tovább a Slovan ellenében.
A kupagyőztesek Európa-kupájában is egy ízben indult a csapat, az 1997–1998-as kiírásban, de már az első körben kiesett a Chelsea FC ellenében. Az egyetlen sikert ismét az Intertotó-kupa megnyerése jelentette az 1994-es szezonban. Az újjászervezett, Európai Labdarúgó-szövetség által is elismert Intertotó-kupában 2007-ben vett részt, azonban a második körben kiesett az SK Rapid Wien csapata ellen.
A 2009–10-es szezont a csapat a cseh Dušan Uhrin vezetésével kezdte meg, amely a 2008–09-es szlovák labdarúgó-bajnokság megnyerésével ismét bejutott az UEFA-bajnokok ligájának selejtezőibe. A klub ekkor tartotta alapításának 90. évfordulóját. Az ünnepi mérkőzésen az olasz Napolival mérkőzött meg a csapat és a nápolyiak színeiben pályára lépett a klub egykori játékosa, a szlovák labdarúgás egyik legjelentősebb játékosa, Marek Hamšík is. A következő szezonban a csapat stadionja átépítése és felújítása miatt ideiglenesen a Štadión Pasienky-ben játszotta hazai mérkőzéseit. A Slovan a második selejtezőkörben kapcsolódott be a küzdelmekbe. Első ellenfele a bosnyák HŠK Zrinjski Mostar volt, amelyet 4-1-es összesítéssel búcsúztatott. A görög Olimbiakósz együttese azonban mindkét alkalommal legyőzte a Slovant, amely így kiesett a kupából. Ezzel azonban a csapat jogosult lett a 2009–2010-es Európa-liga rájátszásában való részvételre. Ellenfele a holland AFC Ajax lett. Az első mérkőzésen a holland csapat súlyos, 5-0 arányú vereséget mért a pozsonyi klubra. A rossz szezonkezdetre való tekintettel Uhrin lemondott. Utóda Michal Hipp lett. A második mérkőzést is az AFC Ajax nyerte 2-0 arányban, így a Slovan az Európa-ligától is búcsúzni kényszerült. A bajnokságban a 19. fordulót követően a második helyen állt a csapat, egy ponttal lemaradva MŠK Žilinától és végül ugyanebben a pozícióban zárta a szezont. A szlovák labdarúgókupában a Slovan bejutott a döntőbe, ahol az FC Spartak Trnava 6-0 arányú legyőzésével kupagyőztes lett. 2010 januárjában Dušan Tittel személyében új edző került a csapat élére.
A cseh Karel Jarolím edző vezetésével a 2010–11-es szezonban ismét sikeresnek bizonyult a Slovan a bajnokságban és 68 ponttal megszerezte a 10. szlovák bajnoki címét. A rivális MŠK Žilina teljesítménye jelentősen visszaesett és végül 14 ponttal maradt le a pozsonyi csapat mögött. Egyedül a 61 pontot elérő FK Senica jelentett némi kihívást a Slovan számára. A szlovák labdarúgókupában a csapat a döntőbe jutott, ahol ellenfele az MŠK Žilina volt. Az eredmény végül 3-3 lett és büntetőrúgásokra került sor. Ezt a Slovan nyerte 5-4 arányban és ezzel megszerezte a kupagyőzelmet is. Ezzel az MŠK Žilina csapatát megelőzve a legsikeresebb szlovák csapat lett.
A Slovan a 2013-2014-es idényben nyolcadik szlovák bajnoki címét szerezte meg. Az idény előtt visszatért a csapathoz Róbert Vittek is, a szlovák bajnokság legeredményesebb játékosa. A Szlovák kupát nem sikerült megnyernie a csapatnak, miután a döntőben vereséget szenvedtek a Kassa együttesétől. A szezon során a csapat szerepelhetett az Európa-liga csoportkörében is, ahol az utolsó, negyedik helyen végzett. 2015 és 2018 között a csapat nem tudott bajnoki címet nyerni a Trenčín és a Žilina szerezték meg. Ebben az időszakban két évig a klub játékosa volt Priskin Tamás is, aki 51 bajnoki mérkőzésen 22 alkalommal volt eredményes a csapat színeiben. A 2016–17-es és a 2017–18-as idényben kupagyőzelmet is ünnepelhetett a klub. A 2018–2019-es szezonban öt év elteltével sikerült bajnoki címet szereznie a klubnak, amelynek ekkor játékosa volt Holman Dávid és Guzmics Richárd is. A Slovan 17 pontos előnnyel végzett a bajnoki tabella élén, megelőzve a DAC és az MFK Ružomberok együttesét, míg a bajnokság gólkirálya a csapat játékosa, Andraž Šporar lett.
A 2019–2020-as szezonban a Bajnokok Ligája selejtezőjéből kiesve bejutott az Európa-liga csoportkörébe a csapat.

## Az egyesület nevei
A klub fennállása során több alkalommal is nevet változtatott. Ezek a következők voltak:
- 1919 – 1939 : 1. ČsŠK Bratislava
- 1939 – 1948 : ŠK Bratislava
- 1948 – 1953 : Sokol NV Bratislava
- 1953 – 1961 : TJ Slovan ÚNV Bratislava
- 1961 – 1990 : TJ Slovan ChZJD Bratislava
- 1990-től : ŠK Slovan Bratislava

## Sikerei

### Nemzeti
Csehszlovákia
- Csehszlovák első osztály (1944–93)
  -  Bajnok (8): 1949, 1950, 1951, 1955, 1969–70, 1973–74, 1974–75, 1991–92
  -  Ezüstérmes (10): 1952, 1956, 1959-60, 1963-64, 1966-67, 1967-68, 1968-69, 1971-72, 1975-76, 1990-91
- Csehszlovák kupa (1939–93)
  -  Győztes (8): 1955, 1970, 1972, 1974, 1976, 1982, 1983, 1989
  -  Döntős (2): 1971, 1978
- Szlovákiai Unió Bajnokság (1925–1933)
  -  Bajnok (5): 1925, 1926, 1927, 1930, 1932
- Szlovák Nemzeti Labdarúgó Liga (1969–1993)
  -  Bajnok: 1987–88

 Szlovákia
- Szlovák első osztály (1939–44, 1993–napjainkig)
  -  Bajnok (16): 1939–40, 1940–41, 1941–42, 1943–44, 1993–94, 1994–95, 1995–96, 1998–99, 2008–09, 2010–11, 2012–13, 2013–14, 2018–19, 2019–20, 2020-21, 2021-22
  -  Ezüstérmes (5): 2000–01, 2009–10, 2015–16, 2016–17, 2017–18
- Szlovák kupa (1993–napjainkig)
  -  Győztes (9): 1994, 1997, 1999, 2010, 2011, 2013, 2017, 2018, 2020
  -  Ezüstérmes (3): 2003, 2014, 2016
- Szlovák szuperkupa (Pribina Cup) (1993–2016)
  -  Győztes (4):  1994, 1996, 2009, 2014
  -  Döntős (3):  1995, 1997, 2010

2017-től megszűnt a szuperkupa, helyére a Csehszlovák szuperkupa került,melynek lényege hogy az aktuális cseh és szlovák kupagyőztes egymás közt dönti el a szuperkupa sorsát.
- Csehszlovák Szuperkupa (2017-napjainkig)
  -  Döntős (1):  2017

### Nemzetközi
- Kupagyőztesek Európa-kupája
  -  Győztes: 1969
- Közép-európai kupa
  -  Döntős: 1964

## Eredmények

### Amatőr bajnokságok
Az 1935–36-os szezonig nem szerepelt szlovák csapat a professzionális, állami bajnokságban. A klub 1. ČsŠK Bratislava néven 1927-ben és 1930-ban is amatőr bajnoki címet nyert.
Emellett a szlovák csapatok részére kiírt, ugyancsak amatőr szintű bajnokságban öt ízben is az első helyen végzett a csapat, bár ezek az eredmények nem tekinthetőek hivatalos bajnoki címnek.

### Csehszlovák élvonalbeli bajnoki szereplések
A csapat összesen nyolc alkalommal volt bajnok a csehszlovák labdarúgó-bajnokságban, és ezzel az eredménnyel negyedik az örökranglistán. A klub 1935-ben 1. ČsŠK Bratislava néven vett részt először a professzionális csehszlovák labdarúgó-bajnokság első osztályában, mely az 1938–39-es szezonban Csehország német megszállása miatt megszakadt. Ezt követően a csapat a szlovák labdarúgó-bajnokságban szerepelt. Az 1945–46-os szezontól ismét az újraalakuló Csehszlovákia bajnokságában vettek részt. A Slovan többnyire jól szerepelt, azonban az 1984–85-ös szezonban kiesett az első osztályból és három idényt alacsonyabb osztályban töltött. 1993 óta, Szlovákia önállóvá válása után, ismét a szlovák labdarúgó-bajnokságában vesz részt a csapat.
| Idény   | Helyezés | Idény   | Helyezés | Idény   | Helyezés |
| ------- | -------- | ------- | -------- | ------- | -------- |
| 1935–36 | 7. hely  | 1936–37 | 4. hely  | 1937–38 | 5. hely  |

| Idény    | Helyezés | Idény   | Helyezés | Idény   | Helyezés | Idény    | Helyezés |
| -------- | -------- | ------- | -------- | ------- | -------- | -------- | -------- |
| 1945–46* | 3. hely  | 1946–47 | 6. hely  | 1947–48 | 3. hely  | 1948 ősz | 10. hely |
| 1949     | 1. hely  | 1950    | 1. hely  | 1951    | 1. hely  | 1952     | 2. hely  |
| 1953     | 9. hely  | 1954    | 5. hely  | 1955    | 1. hely  | 1956     | 2. hely  |
| 1957–58  | 4. hely  | 1958–59 | 8. hely  | 1959–60 | 2. hely  | 1960–61  | 3. hely  |
| 1961–62  | 7. hely  | 1962–63 | 7. hely  | 1963–64 | 2. hely  | 1964–65  | 6. hely  |
| 1965–66  | 7. hely  | 1966–67 | 2. hely  | 1967–68 | 2. hely  | 1968–69  | 2. hely  |
| 1969–70  | 1. hely  | 1970–71 | 6. hely  | 1971–72 | 2. hely  | 1972–73  | 8. hely  |
| 1973–74  | 1. hely  | 1974–75 | 1. hely  | 1975–76 | 2. hely  | 1976–77  | 8. hely  |
| 1977–78  | 8. hely  | 1978–79 | 10. hely | 1979–80 | 11. hely | 1980–81  | 9. hely  |
| 1981–82  | 10. hely | 1982–83 | 13. hely | 1983–84 | 9. hely  | 1984–85  | 16. hely |
| 1988–89  | 7. hely  | 1989–90 | 5. hely  | 1990–91 | 2. hely  | 1991–92  | 1. hely  |
| 1992–93  | 3. hely  |         |          |         |          |          |          |

*1945–46-ban két csoportban játszották a bajnokságot Az A és B csoport győztesei rájátszásban döntötték el a bajnoki cím sorsát.
A csehszlovák élvonal örökranglistája
| Helyezés | Klub                 | Bajnoki címek száma |
| -------- | -------------------- | ------------------- |
| 1. hely  | AC Sparta Praha      | 19                  |
| 2. hely  | AC Dukla Praha       | 11                  |
| 3. hely  | SK Slavia Praha      | 9                   |
| 4. hely  | ŠK Slovan Bratislava | 8                   |
| 5. hely  | FC Spartak Trnava    | 5                   |

### Szlovák élvonalbeli bajnoki szereplések
Az első önállónak nevezhető szlovák labdarúgó-bajnokságot 1939-ben, Csehország német megszállása után tartották. A klub ŠK Bratislava néven négy bajnoki címet szerzett. 1944 őszén a bajnokság a megszakadt. A második világháború után a klub ismét a csehszlovák labdarúgó-bajnokságban szerepelt 1993-ig, az önálló Szlovákia megalakulásáig. Azóta ismét újraéledt a szlovák labdarúgó-bajnokság. A 2003–04-es szezon végén a csapat kiesett a szlovák élvonalból és két szezont alacsonyabb osztályban töltött. 1993 óta öt, összesen pedig tizenegy bajnokságot nyert meg a Slovan. Ezzel az eredménnyel a legeredményesebb csapat a szlovák labdarúgó-bajnokság első osztályában.
| Idény   | Helyezés | Idény   | Helyezés | Idény   | Helyezés |
| ------- | -------- | ------- | -------- | ------- | -------- |
| 1939    | 2. hely  | 1939–40 | 1. hely  | 1940–41 | 1. hely  |
| 1941–42 | 1. hely  | 1942–43 | 2. hely  | 1943–44 | 1. hely  |

| Idény    | Helyezés | Idény    | Helyezés | Idény    | Helyezés | Idény   | Helyezés |
| -------- | -------- | -------- | -------- | -------- | -------- | ------- | -------- |
| 1993–94* | 1. hely  | 1994–95* | 1. hely  | 1995–96* | 1. hely  | 1996–97 | 3. hely  |
| 1997–98  | 5. hely  | 1998–99  | 1. hely  | 1999–00  | 3. hely  | 2000–01 | 2. hely  |
| 2001–02  | 6. hely  | 2002–03  | 3. hely  | 2003–04  | 10. hely | 2006–07 | 8. hely  |
| 2007–08  | 5. hely  | 2008–09  | 1. hely  | 2009–10  | 2. hely  | 2010–11 | 1. hely  |
| 2011–12  | 3. hely  | 2012–13  | 1. hely  | 2013–14  | 1. hely  | 2014–15 | 3. hely  |
| 2015–16  | 2. hely  | 2016–17  | 2. hely  | 2017–18  | 2. hely  | 2018–19 | 1. hely  |
| 2019–20  | 1. hely  | 2020–21  | 1. hely  | 2021–22  | 1. hely  |         |          |

*Az alapszakaszt rájátszás követte.
A szlovák élvonal örökranglistája
| Helyezés | Klub                | Bajnoki címek száma |
| -------- | ------------------- | ------------------- |
| 1. hely  | Slovan Bratislava   | 11                  |
| 2. hely  | MŠK Žilina          | 7                   |
| 3. hely  | FK Inter Bratislava | 2                   |
| 3. hely  | FC VSS Košice*      | 2                   |
| 3. hely  | MFK Petržalka*      | 2                   |

*Korábban 1. FC Košice és FC Artmedia Petržalka néven szerepeltek a fenti csapatok.

### Szereplések a csehszlovák labdarúgókupában (1939-1993)
A klub összesen 10 alkalommal szerepelt a csehszlovák kupa döntőjében és nyolc alkalommal hódította el a trófeát.
- Kupagyőztes (8): 1955, 1970, 1972, 1974, 1976, 1982, 1983, 1989
- Ezüstérmes (2): 1971, 1978

A csehszlovák labdarúgókupa örökranglistája (1939-1993)
| Helyezés | Klub                 | Győzelmek száma | Döntők száma |
| -------- | -------------------- | --------------- | ------------ |
| 1. hely  | AC Sparta Praha      | 8               | 13           |
| 2. hely  | AC Dukla Praha       | 8               | 10           |
| 3. hely  | ŠK Slovan Bratislava | 8               | 10           |
| 4. hely  | FC Spartak Trnava    | 5               | 6            |

### Szereplések a szlovák labdarúgókupában (1993-)

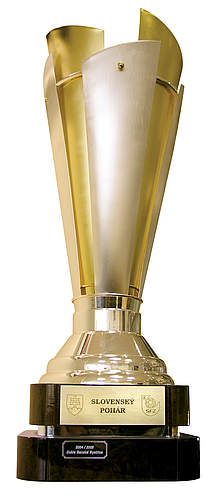
A szlovák kupa

A klub összesen 12-szer szerepelt a szlovák labdarúgókupa döntőjében és kilenc alkalommal hódította el a trófeát.
- Kupagyőztes (9): 1994, 1997, 1999, 2010, 2011, 2013, 2017, 2018, 2020
- Döntős (3): 2003, 2014, 2016

A szlovák labdarúgókupa örökranglistája (1993-tól)
| Helyezés | Klub                  | Győzelmek száma | Döntők száma |
| -------- | --------------------- | --------------- | ------------ |
| 1. hely  | ŠK Slovan Bratislava  | 9               | 12           |
| 2. hely  | FK Inter Bratislava   | 3               | 3            |
| 3. hely  | FC Artmedia Petržalka | 2               | 4            |

### Szereplések a szlovák labdarúgó-szuperkupában
A Slovan - a 2010–11-es szezont is beleértve - összesen négy alkalommal nyerte meg a szlovák labdarúgó-szuperkupát. 2011-ben nem került sor mérkőzésre, mivel a csapat megszerezte a bajnoki címet és a szlovák labdarúgókupát is megnyerte. Emellett az 1993-ban megrendezett első, nem hivatalos kiírásban is a Slovan szerezte meg az elsőséget.
- Kupagyőztes: 1994, 1996, 2009
- Döntős: 1995, 1997, 2010

A szlovák labdarúgó-szuperkupa örökranglistája
| Helyezés | Klub                 | Győzelmek száma | Döntők száma |
| -------- | -------------------- | --------------- | ------------ |
| 1. hely  | MŠK Žilina           | 4               | 1            |
| 2. hely  | ŠK Slovan Bratislava | 3               | 3            |
| 3. hely  | MFK Košice           | 1               | 2            |

### Nemzetközi szereplések

#### Bajnokcsapatok Európa-kupája és UEFA-bajnokok ligája
A Slovan eddig hét alkalommal indult az UEFA-bajnokok ligájában, illetve annak elődjében, a bajnokcsapatok Európa-kupájában, azonban szereplései során nem sikerült jelentősebb eredményt elérnie.
A csapat a 1956–57-es szezonban indult először a bajnokcsapatok Európa-kupájában. Első ellenfele a lengyel KP Legia Warszawa volt a selejtezőkörben. A lengyel csapaton meglehetősen magabiztosan, 4–2-s összesítéssel jutott tovább a Slovan. Az első körben azonban a svájci Grasshopper-Club megoldhatatlan feladat elé állította a szlovák klubot. Az első mérkőzést ugyan 1–0 arányban megnyerte a Slovan, de a visszavágón meglehetősen simán, 2–0-ra kikapott, és így kiesett a további küzdelmekből.
Az 1970–71-es kiírásban a csapat első ellenfele a dán B 1903 volt az első körben. A Slovan végül két szoros mérkőzés után jutott tovább 4–3-s összesítéssel. A második körben azonban a görög Panathinaikósz erősebbnek bizonyult a pozsonyi csapatnál. A Panathinaikósz már az első összecsapás során jelentős előnyt szerzett (3–0). A visszavágót ugyan a Slovan nyerte 2–1 arányban, de hátrányát nem sikerült ledolgoznia, így ismét kiesett.
Az 1974–75-ös idény rendkívül balszerencsésen alakult a csapat számára. Ellenfele a belga RSC Anderlecht volt az első körben. Az első, gólzáporos mérkőzést a Slovan nyerte 4–2 arányban. A visszavágón azonban a belga csapat sikeresen ledolgozta a hátrányát és összesítésben 5–5-ös eredmény született. Az idegenben rúgott több gólnak köszönhetően így az RSC Anderlecht jutott tovább.
Az 1975–76-os kiírásban a csapat ellenfele az angol Derby County FC volt az első körben. Az első mérkőzést a Slovan nyerte 1–0-ra, azonban a visszavágón súlyos, 3–0 arányú vereséget szenvedett és újra kiesett.
Az 1992–93-as szezonban indult először a Slovan az UEFA-bajnokok ligájában. Ellenfele az első körben a magyar Ferencvárosi TC volt. A továbbjutás gyakorlatilag már az első mérkőzésen eldőlt, amikor a pozsonyi klub 4–1 arányban legyőzte a magyar csapatot. A visszavágón a Ferencvárosi TC nem tudott megújulni, és a találkozó 0–0-ra végződött. A második körben azonban az AC Milan simán, összesítésben 5–0-ra verte a Slovant.
Az 1999–2000-es idény elhozta a csapat eddigi legrosszabb szereplését. A Slovan ellenfele a ciprusi Anórthoszi Ammohósztu volt a második selejtezőkörben. Az első mérkőzést az Anórthoszi Ammohósztu nyerte 2–1 arányban. A visszavágón azonban a Slovan csak 1–1-s döntetlent tudott elérni, és így kiesett a ciprusi csapat ellenében.
A 2009–10-es szezonban a Slovan első ellenfele a bosnyák HŠK Zrinjski Mostar volt a második selejtezőkörben. Az első mérkőzést a bosnyák csapat nyerte 1–0 arányban, mely egyben az első győzelme volt az UEFA-bajnokok ligájában. A visszavágón a Slovan magabiztos, látványos játékkal 4–0 arányban verte a HŠK Zrinjski Mostart. A csapat következő ellenfele a görög Olimbiakósz volt. Mindkét mérkőzést a görög csapat nyerte 2–0-ra, így a Slovan kiesett a kupából.

#### Vásárvárosok kupája és UEFA-kupa
Az ŠK Slovan Bratislava nem szerepelt az 1955 és 1971 közötti időszakban megrendezésre kerülő, az UEFA-kupa elődjének számító, vásárvárosok kupájában. Az UEFA-kupában kilenc alkalommal indult a csapat, de jelentősebb eredményt eddig nem sikerült elérnie.
A Slovan az 1972–73-as szezonban mutatkozott be az UEFA-kupában. Ellenfele a jugoszláv FK Vojvodina volt az első körben. A csapat magabiztosan, 8-1-es összesítéssel jutott tovább a jugoszláv klub ellenében. A második körben a spanyol UD Las Palmas ellen lépett pályára. Az első mérkőzés 2-2-es döntetlenre végződött. A második összecsapás ismét szoros küzdelmet hozott, azonban a spanyol csapat végül 1-0 arányban nyerte a találkozót, így a pozsonyi csapat kiesett a küzdelmekől.
Az 1976–77-es kiírásban az izlandi Fram volt a csapat első ellenfele az első körben. A Slovan ismét magabiztosan kezdte a kupát és összesítésben 8-0 arányban győzte le az izlandi klubot. A második körben azonban komolyabb ellenfélre akadt az angol Queens Park Rangers FC csapatában. Az első mérkőzés szoros, 3-3-as eredménnyel végződött. A második találkozón azonban az angol klub meglepte a Slovant és fölényes, 5-2 arányú győzelmével továbbjutott az égszínkékek ellenében.
Az 1991–92-es idényben a Slovan ismét az első körben kapcsolódott be a küzdelmekbe. Ellenfele a Real Madrid CF csapata volt. Az első mérkőzésen szoros eredmény született (a Real Madrid nyert 2-1 arányban). A csapat a visszavágón is bravúros teljesítményt nyújtott, de az 1-1-es döntetlen nem volt elég a továbbjutáshoz.
Az 1993–94-es szezon ismét szoros küzdelmet hozott, azonban a Slovannak most sem volt szerencséje. Az első körben az angol Aston Villa FC lett a csapat ellenfele. Az első találkozó 0-0-ra végződött, a második összecsapást azonban nagy küzdelem után az angol klub nyerte 2-1 arányban, így a Slovan ismét búcsúzni kényszerült a további küzdelmektől.
Az 1994–95-ös idényben a Slovan első ellenfele az északír Portadown FC volt a selejtező körben. A pozsonyi klub nagy fölénnyel, összesítésben 5-0 arányban, jutott túl az ellenfelén. Az első körben, a dán FC København elleni mérkőzések már szorosabb küzdelmet hoztak. Az első mérkőzést a Slovan nyerte 1-0 arányban. A visszavágón a dán csapat nem tudta ledolgozni a hátrányát, és az 1-1-es döntetlennek köszönhetően a Slovan jutott tovább. A második körben a német Borussia Dortmund ellen lépett pályára a csapat. Az első találkozót a Slovan nyerte 2-1-re. A visszavágón azonban a német csapat súlyos, 3-0 arányú vereséget mért a pozsonyi klubra, mely így ismét kiesett a kupából.
Az 1995–96-os kiírásban a csapat először a horvát NK Osijek ellen lépett pályára a selejtező körben. A Slovan súlyos vereséget mért a horvát klubra. Előbb 4-0, majd 2-0 arányban diadalmaskodott az Osijek felett. Az első körben ismét német csapat lett a pozsonyi klub ellenfele. Az 1. FC Kaiserslautern elleni első mérkőzés ismét a Slovan győzelmét hozta (2-1). A visszavágón azonban az előző szezonhoz hasonlóan súlyos, 3-0 arányú vereséget szenvedett a csapat, mely így ismét búcsúzni kényszerült a további küzdelmektől.
Az 1996–97-es szezonban a Slovan első ellenfele az ír St Patrick's Athletic FC volt az előselejtező körben. Mindkét mérkőzésen szoros eredmény született, de végül a pozsonyi klub jutott tovább 5-3-as összesítéssel. A selejtező körben a csapat a török Trabzonspor ellen lépett pályára. Az első mérkőzést a Slovan nyerte 2-1 arányban. A visszavágón azonban a Trabzonspor fölényes, 4-1 arányú győzelmet aratott, és a pozsonyi csapat ismét kiesett a kupából.
A 2000–01-es idényben a csapat a grúz SK Lokomotivi Tbiliszi ellen lépett először pályára a selejtező körben. A Slovan mindkét találkozót 2-0-ra nyerte. Az első körbe bejutva a horvát NK Dinamo Zagreb lett a csapat ellenfele. Az első találkozót a horvát klub fölényesen, 3-0 arányban nyerte. A visszavágón a Slovan nem tudta ledolgozni a hátrányát, és az 1-1-es döntetlennek köszönhetően ismét búcsúzni kényszerült a további küzdelmektől.
A 2001–02-es kiírásban a Slovan a walesi Cwmbran Town AFC ellen kezdte a küzdelmeket a selejtező körben. A pozsonyi csapat továbbjutása gyakorlatilag már az első, 4-0-ra megnyert mérkőzés után eldőlt (összesítésben 5-0 lett az eredmény). Az első körben a csapat ellenfele a cseh FC Slovan Liberec lett. Az első találkozót a cseh klub nyerte 2-0 arányban. A visszavágót a Slovan nagy küzdelem után megnyerte, de az 1-0 arányú győzelem nem volt elég a továbbjutáshoz.

#### Európa-liga
A Slovan a 2009–2010-es szezonban indult először az Európa-ligában, amely korábban UEFA-kupa néven volt ismert. A csapat az UEFA-bajnokok ligájából való kiesése után lett jogosult a kupában való részvételre. A küzdelmekbe a rájátszásban kapcsolódott be, ahol ellenfele a holland AFC Ajax lett. Az első mérkőzésen a holland csapat súlyos, 5-0 arányú vereséget mért a pozsonyi klubra. A Slovan a visszavágón nem tudott megújulni és az AFC Ajax újabb, ezúttal 2-0 arányú győzelme a szlovák csapat kiesését eredményezte. A 2011–12-es szezonban bejutottak a csoportkörbe, ott azonban az Athletic Club, a Red Bull Salzburg és a Paris Saint-Germain mögött egy döntetlent elérve a negyedik helyen végeztek csak. 	
Az Európa-liga 2012–2013-as kiírásának selejtezőjében a 2. körben a Videoton ejtette ki a csapatot 1–1-es összesítéssel, idegenben lőtt góllal. A 2014–15-ös idényben a Bajnokok Ligája selejtezőjében elvesztette a csapat a őlay-off párharcot a BATE Bariszavellen és így átkerült az Európa-liga csoportkörébe. Ott a svájci Young Boys, a cseh AC Sparta Praha és az olasz Napoli mögött ezúttal is a negyedik helyen zárt. A 2019–20-as szezonban ugyanilyen forgatókönyv szerint került az Európa-liga csoportküörébe a Slovan, amely ott a Beşiktaşsal, a Bragával és a Wolverhamptonnal került egy négyesbe.

#### Kupagyőztesek Európa-kupája
A Slovan összesen hét alkalommal indult a kupagyőztesek Európa-kupájában (az 1998–1999-es idény után a kupa megszűnt), és egy ízben, az 1968–1969-es szezonban nyerte el ezt a trófeát az FC Barcelona legyőzésével.
A Slovan az 1962–63-as szezonban szerepelt először a kupagyőztesek Európa-kupájában. Első ellenfele a svájci FC Lausanne-Sport volt a második körben. Két szoros mérkőzés után a Slovan 2:1-es összesítéssel bejutott a negyeddöntőbe. Itt a csapat az angol Tottenham Hotspur FC ellen lépett pályára. Az első találkozót a Slovan nyerte 2:0 arányban. A visszavágón azonban az angol csapat katasztrofális, 6:0 arányú vereséget mért a pozsonyi csapatra, amely így kiesett a kupából.
Az 1963–64-es kiírásban a csapat első ellenfele a finn HPS Helsinki volt a selejtező körben. Az összecsapások a Slovan fölényes, összesítésben 12:2 arányú győzelmét hozták. Az első körben a csapat a walesi Borough United FC ellen lépett pályára, és a két mérkőzés után 4:0 volt az eredmény a Slovan javára. A negyeddöntőbe bejutva a csapat a skót Celtic FC-vel találkozott. Mindkét mérkőzés a skót csapat 1:0 arányú győzelmével végződött és a Slovan kiesett a kupából.
Az 1968–69-es idényben először a jugoszláv FK Bor ellen lépett pályára a csapat az első körben. Az első mérkőzést a Slovan nyerte 3:0 arányban. A második találkozón kiengedett a csapat, és a jugoszláv klub játékosai mindent megtettek, hogy ledolgozzák a hátrányukat, de ehhez a pályán elért 2:0 nem volt elégséges. A második körben a portugál FC Porto ellen lépett pályára a Slovan. Az első összecsapás a portugál csapat 1:0 arányú győzelmét hozta. A visszavágón azonban a Slovan alaposan meglepte az FC Porto csapatát, és fölényes 4:0 arányú győzelmet aratott. A negyeddöntőben az olasz Torino FC ellen két szoros mérkőzést játszott a csapat és összesítésben 3:1 arányban győzte le ellenfelét. Az elődöntőben a skót Dunfermline Athletic FC elleni első mérkőzés eredménye 1:1 lett. A visszavágó is szoros küzdelmet hozott, és a Slovan végül 1:0 arányban nyerte a találkozót. A döntőben a csapat ellenfele a spanyol FC Barcelona volt. A mérkőzést 1969. május 21-én 19 órakor kezdték a csapatok Bázelben, közel 20 ezer néző előtt. Michal Vičan edző a nagy termetű védőre, Alexander Horváthra építette a csapatát, mely látványos játékkal lepte meg mind a nézőket, mind a spanyol klub játékosait. A Slovan már a második percben vezetéshez jutott Ľudovít Cvetler jóvoltából. 14 perccel később José António Zaldúa találata kiegyenlítette a mérkőzés állását. Ezt azonban Vladimír Hrivnák, majd Ján Čapkovič góljai követték a 30. és a 42. percben. A Slovan uralta a játékot az első félidőben. A második félidő eleje Carles Rexach góljával kezdődött, azonban a Slovan képes volt megtartani az előnyét, és jó játékával megérdemelten nyerte meg a kupát.
Az 1969–70-es szezon nagy csalódást okozott az előző évi kupagyőzelem után. A Slovan a jugoszláv NK Dinamo Zagreb ellen kezdte meg a küzdelmeket az első körben. Az első mérkőzés a jugoszláv csapat biztos, 3:0 arányú győzelmével végződött. A visszavágón a Slovan nem tudott megújulni, és csak egy gól nélküli döntetlenre futotta az erejéből, így mindjárt az első körben kiesett a kupából.
Az 1982–83-as kiírás sem hozott több szerencsét a Slovannak. Első ellenfele az olasz FC Internazionale volt az első körben. Az első találkozót az olasz csapat nyerte 2-0 arányban. A második mérkőzés szoros küzdelmet hozott, azonban a Slovan 2-1-es győzelme nem volt elég a továbbjutáshoz.
Az 1989–90-es idényben a csapat az első körben a svájci Grasshopper-Club ellen lépett pályára. Az első mérkőzés a pozsonyi csapat magabiztos, 3-0 arányú győzelmével végződött. A visszavágón azonban a svájci csapat alaposan meglepte a Slovant. A rendes játékidőben összesítésben döntetlenre álltak a csapatok. A hosszabbításban azonban ismét a Grasshopper-Club tudott betalálni a kapuba, mely a szlovák csapat kiesését jelentette a kupából.
Az 1997–98-as szezonban a csapat első ellenfele a bolgár PFK Levszki Szófia volt a selejtezőkörben. A két mérkőzés szoros küzdelmet hozott, melyből végül a Slovan került ki győztesen. Az első körbe bejutva az angol Chelsea FC azonban már leküzdhetetlen ellenfelet jelentett a Slovan számára. Mindkét mérkőzést az angol csapat nyerte 2-0 arányban és a pozsonyi csapat ismét búcsúzni kényszerült a kupától.

#### Közép-európai kupa
A közép-európai kupában nyolc alkalommal indult a Slovan, de a trófeát nem sikerült megnyernie. Ez a kupa a második világháború előtt élte a fénykorát és 1992-ben megszűnt, mivel addigra teljesen elvesztette a jelentőségét. A csapat egyszer jutott be a döntőbe, egyszer az elődöntőbe.
Az 1955-ös szezonban mutatkozott be a Slovan a közép-európai kupában. Első ellenfele a jugoszláv FK Vojvodina volt a negyeddöntőben. Az első mérkőzés gól nélküli döntetlenre végződött. A visszavágó a Slovan magabiztos, 3:0 arányú győzelmét hozta. Az elődöntőben a csapat ellenfele az ugyancsak csehszlovák AC Dukla Praha volt. A két csapat nagy küzdelmet vívott a továbbjutásért. Az első találkozó végeredménye 0:0, a másodiké 2:2 lett. Tekintve, hogy ekkor nem számítottak az idegenben lőtt gólok, újabb mérkőzés lejátszására volt szükség. A harmadik összecsapás is szoros küzdelmet hozott, melyből végül az AC Dukla Praha került ki győztesen (2:1). A pozsonyi csapat így kiesett a kupából.
Az 1956-os kiírás küzdelmeihez ismét a negyeddöntőben csatlakozott a Slovan. Ellenfele az osztrák SK Rapid Wien volt. A mérkőzések nagy küzdelmet hoztak, a Slovan összesítésben 3:4-ra alulmaradt az osztrák csapattal szemben, így ismét búcsúzni kényszerült a kupából.
Az 1957-es idényben a csapat első ellenfele a jugoszláv FK Vojvodina volt a negyeddöntőben. Az első mérkőzés a pozsonyi csapat nyerte 1:0 arányban. A visszavágón azonban a jugoszláv csapat uralta a játékot, és megsemmisítő, 6:0 arányú győzelme a Slovan kiesését jelentette.
Az 1960-as szezon lebonyolítása rendhagyó módon zajlott. A tornán öt ország vett részt, fejenként hat csapattal. A klubok által elért eredményeket országonként összesítették. A csapat ellenfele a jugoszláv FK Partizan volt. Az első mérkőzést a Slovan nyerte 2:1-re. A visszavágó azonban a jugoszláv csapat magabiztos, 4:1 arányú győzelmét hozta. A csehszlovák klubok a harmadik helyen végeztek 13 ponttal, négy ponttal lemaradva az első helyezett magyaroktól.
Az 1962-es kiírásban a csapatokat négy négyes csoportra osztották és a csoportgyőztesek jutottak be az elődöntőbe. A Slovan a magyar Budapesti Honvéd, az olasz Bologna FC és a jugoszláv FK Crvena Zvezda csapataival került egy csoportba. A Budapesti Honvéd elleni találkozók szoros küzdelmet hoztak. Az első mérkőzést a magyar csapat, a visszavágót pedig a Slovan nyerte 2:1 arányban. A Bologna FC elleni első találkozó az olasz csapat sikerét hozta el (3:0). A második mérkőzésen a Slovan szoros küzdelemben, 2:1 arányban nyert. A FK Crvena Zvezda elleni mérkőzések is szoros eredménnyel zárultak. A Slovan előbb 1:0 arányban győzött, majd 1:1-es döntetlent ért el a jugoszláv csapat ellen. A pozsonyi csapatnak nem volt szerencséje, mert a csoport végeredménye meglehetősen szoros volt, így hét ponttal a harmadik helyen végzett. A Bologna FC egy ponttal, az FK Crvena Zvezda pedig a jobb gólarányának köszönhetően előzte meg.
Az 1964-es idény küzdelmeibe a negyeddöntőben kapcsolódott be a Slovan. A jugoszláv FK Željezničar az első mérkőzésen szoros, 2:1 arányú győzelmet aratott. A visszavágón azonban a Slovan meggyőző teljesítmény mutatott és 3:0 arányban győzte le az ellenfelét. Az elődöntőben a magyar Vasas ellen lépett pályára a csapat. Az első összecsapás 1:1-re végződött. A második találkozón elért 2:0 arányú győzelemnek köszönhetően azonban a Slovan jutott be a döntőbe. Az ugyancsak csehszlovák TJ Spartak Praha Sokolovo elleni első összecsapás gól nélküli döntetlenre végződött. A visszavágón azonban nem tudtak megújulni a Slovan játékosai és TJ Spartak Praha Sokolovo 2-0 arányban nyerte mind a mérkőzést, mind a kupát.
Az 1966–67-es szezonban a Slovan a magyar Újpesti Dózsa ellen lépett pályára az első körben. A továbbjutás kérdése gyakorlatilag már az első mérkőzésen eldőlt, mivel a magyar csapat megsemmisítő, 5:1 arányú győzelmet aratott. A visszavágón a Slovan nem tudta ledolgozni a hátrányát, és az 1:1-es döntetlennnek köszönhetően kiesett a kupából.
Az 1987–88-as kiírásban a csapatokat két hármas csoportra osztották és a csoportgyőztesek jutottak be az döntőbe. Az olasz Pescara elleni mérkőzést a Slovan nyerte 1-0 arányban, de a magyar Váci Izzó MTE súlyos, 6-0 arányú vereséget mért a csapatra, amely így kiesett a kupából.

#### Intertotó-kupa
Az Intertotó-kupában a Slovan összesen 14-szer indult, és tíz alkalommal hódította el a trófeát. Az 1961–1962-es és az 1963–1964-es szezonokban az elő- illetve a negyeddöntőig jutott a csapat. A többi kiírásban csak a csoportköröket tartották meg, melynek nyertesei automatikusan kupagyőztesek lettek. Az 1995-ös idényig megtartott sorozatot nem az Európai Labdarúgó-szövetség rendezte, és így annak eredményeit nem ismeri el hivatalosnak. Az új, 1995 utáni kupában a csapat csak egy alkalommal indult.
Kupagyőztes: 1968, 1970, 1972, 1973, 1974, 1977, 1990, 1992, 1993, 1994

## Játékoskeret
A 2024-2025-ös szezon játékoskerete:
| #  |     | Poszt | Név                         |
| -- | --- | ----- | --------------------------- |
| 2  | BEL | V     | Siemen Coet                 |
| 4  | GEO | V     | Guram Kasija                |
| 6  | AUT | V     | Kevin Wimmer                |
| 7  | SVK | KP    | Vladimír Weiss, Jr.         |
| 8  | NGA | CS    | Elvis Isaac                 |
| 10 | CRO | KP    | Marko Tolić                 |
| 11 | ARM | KP    | Tigran Asotovics Barszegjan |
| 12 | SVN | V     | Kenan Bajrić                |
| 13 | SVK | CS    | David Strelec               |
| 17 | CZE | V     | Jurij Medveděv              |
| 18 | SVK | CS    | Nino Marcelli               |
| 20 | BIH | KP    | Alen Mustafić               |
| 21 | SVK | CS    | Róbert Mak                  |
| 23 | GHA | CS    | Zuberu Sharani              |

| #  |     | Poszt | Név                                                     |
| -- | --- | ----- | ------------------------------------------------------- |
| 25 | SVK | V     | Lukáš Pauschek                                          |
| 26 | SVK | KP    | Artur Gajdoš                                            |
| 27 | SVK | V     | Matúš Vojtko                                            |
| 28 | PAN | V     | César Blackman                                          |
| 30 | SVK | K     | Andrej Mikoláš                                          |
| 31 | SVK | K     | Martin Trnovský                                         |
| 33 | SVK | KP    | Juraj Kucka                                             |
| 35 | SVK | K     | Adam Hrdina                                             |
| 37 | SVK | KP    | Szöke Július                                            |
| 71 | SVK | K     | Dominik Takáč                                           |
| 77 | UKR | KP    | Danilo Ignatenko                                        |
| 88 | GRE | KP    | Kiriákosz Szavídisz                                     |
| 99 | FRA | CS    | Idjessi Metsoko (kölcsönben a Viktoria Plzeň csapattól) |

## Ismertebb játékosok
| - Jozef Adamec - Ján Arpáš - Michal Benedikovič - Ľudovít Cvetler - Štefan Čambal - Ján Čapkovič - Jozef Čapkovič - Ferdinand Daučík - Igor Demo - Peter Dubovský - Dušan Galis - Miloš Glonek - Gőgh Kálmán - Alexander Horváth - Ivan Hrdlička - Vladimír Hrivnák - Tibor Jančula - Karol Jokl | - Jozef Karel - Vladimír Kinder - Július Korostelev - Miroslav König - Anton Malatinský - Marián Masný - Móder László - Anton Moravčík - Németh Szilárd - Jozef Obert - Anton Ondruš - Emil Pažický - Ladislav Pecko - Ján Pivarník - Ján Popluhár - Priboj István - Teodor Reimann - Viliam Schrojf | - Samuel Slovák - Tomáš Stúpala - Gejza Šimanský - Pavol Šoral - Ján Švehlík - Viktor Tegelhoff - Dušan Tittel - Róbert Tomaschek - Anton Urban - Stanislav Varga - Alexander Vencel - Michal Vičan - Róbert Vittek - Ján Zlocha - Ľudovít Zlocha - Božin Laskov - Keresztúri András - Kubala László |

## A Slovan gólkirályai az élvonalban
Csehszlovák élvonal
- 1971–72 Ján Čapkovič 19 gól
- 1980–81 Marián Masný 16 gól
- 1991–92 Peter Dubovský 27 gól
- 1992–93 Peter Dubovský 24 gól[15]

Szlovák élvonal
- 1939–40 Tomáš Porubský 27 gól
- 1940–41 Ján Arpáš 19 gól
- 1941–42 Ján Arpáš 19 gól
- 1943–44 Ján Arpáš 28 gól
- 2008–09 Pavol Masaryk 15 gól
- 2010–11 Filip Šebo 22 gól[11]
- 2016–17 Seydouba Soumah 20 gól
- 2018–19 Andraž Šporar 29 gól
- 2019–20 Andraž Šporar 12 gól

## Stadion

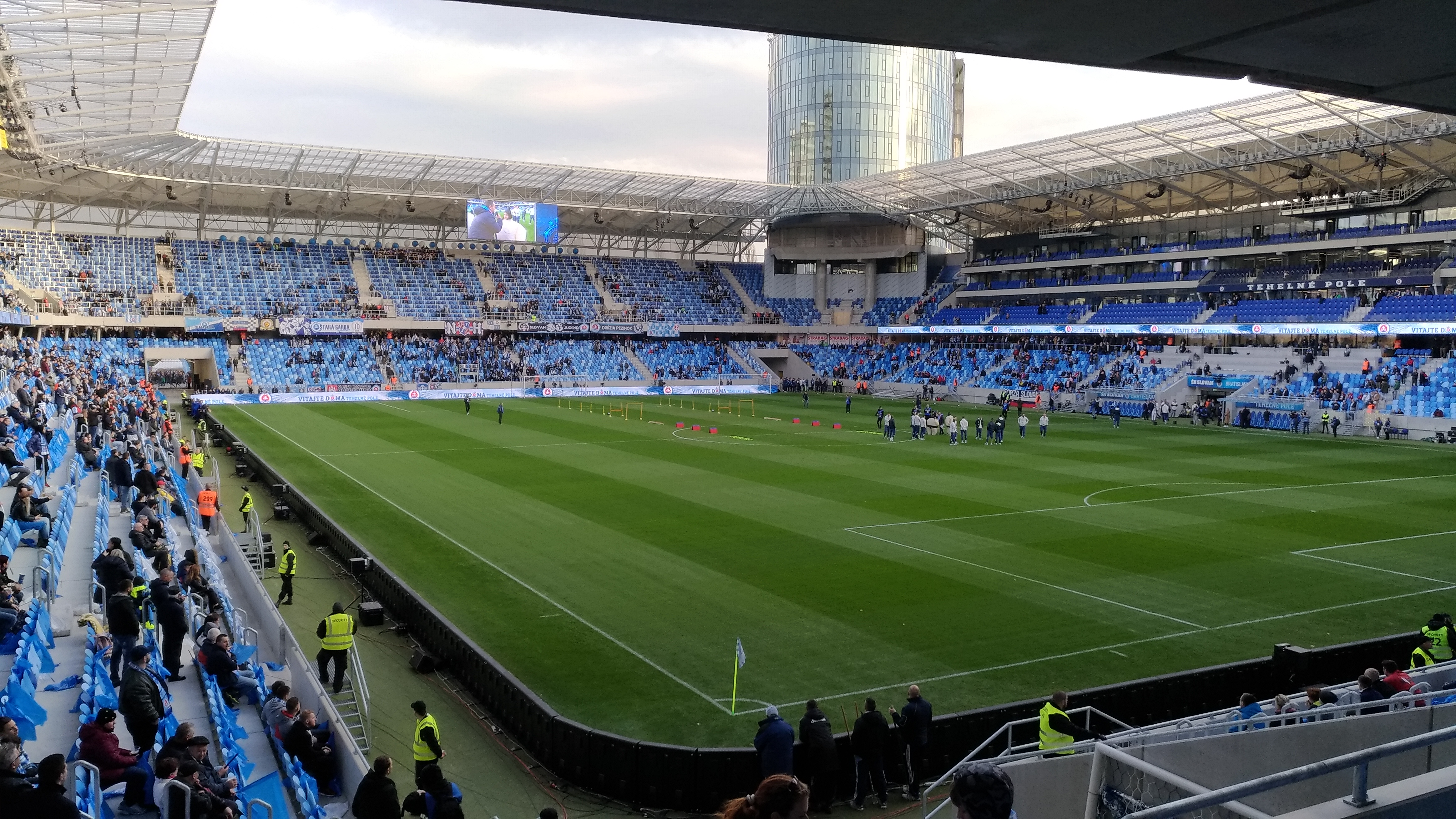
A Tehelné Pole Stadion

A Tehelné Pole Stadion az ŠK Slovan Bratislava és a szlovák labdarúgó-válogatott hazai stadionja, mely Pozsony Tehelné Pole (magyarul Téglamező) kerületében található. A létesítmény 30 085 fő befogadásra alkalmas. A pálya hosszúsága 105, szélessége pedig 68 méter. A stadion építésére az első Szlovák Köztársaság ideje alatt került sor. 1938-ban, mikor a Harmadik Birodalom megszállta Pozsony Petržalka kerületét, a szlovák főváros elveszítette szinte az összes sportlétesítményét. Az építési munkálatok 1939-ben kezdődtek, és bár 1940-ben átadták, egyes munkálatok 1944-ig tartottak. A stadion ezt követően a klub hazai pályája lett. Hivatalos felavatására 1940 szeptemberében került sor, ekkor 25 000 férőhellyel rendelkezett. Az első nemzetközi mérkőzésre 1940. október 27-én került sor a stadionban, mikor a csapat a német Hertha BSC együttesét fogadta. A találkozó 2:2-re végződött. A régi stadion felújítási munkálataira 1961-ben került sor. A tribün hozzáadásával a férőhelyek száma jelentősen megnőtt, és a létesítmény 45 000 fő befogadására volt alkalmas. A felújítás során, a pálya rendbehozatala mellett, a stadiont világítással és eredményjelző táblával látták el. Később a létesítmény kapacitása 30 085 főre csökkent.

## Induló
Slovan, do toho!
Belasí jak obloha, sú naši chlapci na tráve,

talent majú od boha, bojovnosť majú v svojej povahe.

A preto poďme Slovan, poďme Slovan, všetci Slovan do toho!
Keď belasí útočia, súperi hrozný strach majú,

pred bránou to roztočia a vtedy góly len padajú.

A preto poďme Slovan, poďme Slovan, všetci Slovan do toho!
Obrana je pozorná, súper ňou neprerazí,

nálada je výborná, určite Slovan zasa zvíťazí.

A preto poďme Slovan, poďme Slovan, všetci Slovan do toho!
Slovanisti vždy fandia a celým srdcom skandujú,

svoje city netaja, veď Slovan Bratislava milujú.

A preto poďme Slovan, poďme Slovan, všetci Slovan do toho!

## Szurkolók, riválisok

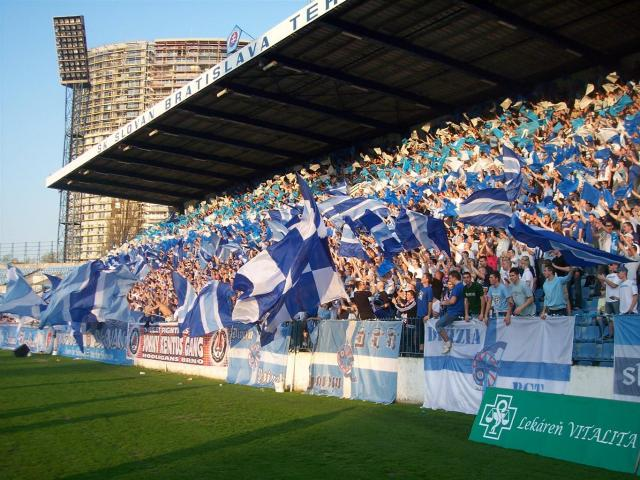
A Belasá šlachta ultrái

Az ŠK Slovan Bratislava rendelkezik az egyik leghíresebb szurkolótáborral Szlovákiában. A csapat iránti szeretet és szenvedély jeleként jelentős számú Slovan szurkoló jelenik meg a csapat vendégszereplései alkalmával is. Mérkőzéseiket komoly rendőri készültség kíséri. A legjelentősebb szurkolói csoportokat az Ultras Slovan és a Belasá šlachta ultrái képezik. Kapcsolatuk különösen rossz az ugyancsak vehemens Spartak Trnava ultráival, és a két csapat találkozóit gyakran szurkolói erőszak követi. A 2008 szeptemberében megrendezett, egymás elleni mérkőzést követően rendőri beavatkozásra volt szükség a közrend megőrzése érdekében. Jellemző, hogy a rendőrség 2009 májusában, az egymás elleni találkozójukra nagy erőket vezényelt ki, annak ellenére, hogy a mérkőzést zárt kapuk mögött játszották.
Ugyancsak botrány kísérte a Slovan dunaszerdahelyi, FK DAC 1904 Dunajská Streda elleni vendégszereplését 2008 novemberében, bár ezúttal a rendőrségé volt a főszerep. A dunaszerdahelyi csapat szereplését számos felvidéki magyar, illetve magyarországi szurkoló kívánta megtekinteni. A mérkőzés több volt, mint egy szimpla bajnoki. A Slovan, mint „igazi szlovák nemzeti csapat” csapott össze a „magyar csapattal.” Már a találkozó előtt hetekkel megkezdődtek az üzengetések, plakátok, videók formájában. A stadionba rengeteg szurkoló érkezett, legalább 10 000-en lehettek. Rendbontás hazai részről nem történt, a vendégszurkolók azonban görögtüzeket dobáltak a pályára. Ennek ellenére a rendfenntartó erők a hazai szektorokba nyomultak be és válogatás nélkül, brutálisan ütöttek mindenkit. A rendőri fellépés következtében 16 magyar és 15 szlovák szurkolót állítottak elő a szlovák rendőrök, valamint 50 fő kórházi ellátásra szorult. A rendőrök intézkedését illetően azonban felmerült, hogy indokolatlanul és aránytalanul léptek fel a magyar szurkolókkal szemben, ami tekintve a két ország közötti feszült helyzetet, külügyminiszteri egyeztetést vont maga után. Göncz Kinga külügyminiszter arra kérte a szlovák hatóságokat, hogy vizsgálják ki az esetet.
Az ŠK Slovan Bratislava legnagyobb riválisai az FC Spartak Trnava (mérkőzéseiket, mint a fentiekből is kitűnik, gyakran kíséri szurkolói erőszak) és az FK Inter Bratislava, valamint az MFK Petržalka és a FC DAC 1904. Az FC Spartak Trnava csapatával már a csehszlovák labdarúgó-bajnokság alatt jelentős versengés alakult ki, mivel a Slovannal együtt csak ez a két szlovák klub indult jelentősebb eséllyel a cseh csapatok mellett a bajnoki cím megszerzéséért. Az egymás elleni versengésből, a bajnoki címek és kupák megszerzését tekintve, egyelőre az ŠK Slovan Bratislava került ki győztesen, jelentősen megelőzve a riválisait.
A dunaszerdahelyi DAC és a Slovan Bratislava szurkolóinak találkozásai kiemelt biztonsági kockázatot jelentenek. Ezeken a mérkőzéseken előfordultak már rendbontások, több esetben rendőri intézkedések is történtek és mindkét táborból több szurkoló ellen indítottak eljárást.
Talán a legnagyobb médianyilvánosságot kapott eset 2008. november 1-jén történt, amikor a DAC-Slovan mérkőzés kezdetén még a szlovák szurkolókkal csaptak össze a rendfenntartók. A mérkőzés közben azonban a DAC szurkolók szektorát rohanta le a szlovák karhatalom. Az eredmény: ötvenen megsebesültek, 31 személyt előállítottak, a sérültek között volt egy rendőr is. A legsúlyosabb sérültet, az akkor 18 éves vörösmajori fiút a stadionban kellett újraéleszteni, majd helikopterrel szállították kórházba. A Dunaszerdahelyen rendezett mérkőzést az eset miatt félbe kellett szakítani, de végül 4:0-ra simán nyert a Slovan.
A 2017. április 8-án rendezett jubileumi 50. DAC-Slovan találkozón is meg kellett szakítani ezúttal a Slovan-szurkolók a szektorukban elkezdték szétszedni a berendezést és széthajigálták a lebontott székeket. A rohamrendőrök és a biztonságiak kiürítették a szektort és folytatódhatott a mérkőzés. A mérkőzést 1:0-ra a DAC nyerte meg.

## A klub eddigi edzői
| - Braun József 1934–37 - Jávor Pál 1937–38 - Braun József 1938 - Otto Mazal 1939 - František Lanák 1939 - Kajmo Müller 1939–40 - Vincent Dittrich 1941 - Ferdinand Daučík 1942–46 - Tom Sneddon 1947–48 - Ferdinand Daučík 1948 - Leopold Šťastný 1949–51 - Karol Bučko 1951–52 - Anton Bulla 1953 - Leopold Šťastný 1954–57 - Jozef Baláži 1958 - Štefan Jačiansky 1958 - Ember József 1959 - Štefan Jačiansky 1960 - Ivan Chodák 1960 - Ján Greššo 1960–61 - Anton Bulla 1961 - Karol Borhy 1961–62 - Anton Bulla 1962–63 | - Leopold Šťastný 1963–65 - Vojtech Skyva 1965 - Jozef Čurgaly 1965 - Ján Hucko 1966–68 - Michal Vičan 1968–71 - Ján Hucko 1971–73 - Jozef Vengloš 1973–76 - Michal Vičan 1976 - Jozef Vengloš 1977–78 - Ivan Hrdlička 1978 - Anton Malatinský 1978–81 - Anton Urban 1981 - Michal Vičan 1982–83 - Pecze Károly 1983–84 - Ján Hucko 1984 - Valér Švec 1985–86 - Ján Zachar 1986–88 - Jozef Jankech 1988–90 - Dušan Galis 1990–95 - Anton Dragúň 1995 - Karol Jokl 1995 - Dušan Galis 1996–97 - Ján Švehlík 1997 | - Jozef Prochotský 1997–98 - Ján Švehlík 1998 - Stanislav Griga 1998–99 - Stanislav Jarábek 1999–01 - Anton Dragúň 2001 - Jozef Prochotský 2001 - Miroslav Svoboda 2001 - Ján Švehlík 2002 - Miroslav Svoboda 2002 - Dušan Radolský 2002–03 - Jozef Valovič 2003 - Libor Fašiang 2003 - Jozef Adamec 2003 - Vladimir Goffa 2004 - Štefan Zaťko 2004–05 - Jozef Jankech 2005–07 - Boris Kitka 2007 - Ladislav Pecko 2008–09 - Dušan Uhrin 2009 - Michal Hipp 2009–10 - Dušan Tittel 2010–2011 - Vladimír Weiss 2011-12 | - Samuel Slovák 2012–13 - Dušan Galis 2013–14 - František Straka 2014 - Jozef Chovanec 2014–15 - Dušan Tittel 2015 - Nikodimos Papavasiliou 2015–16 - Ivan Vukomanović 2016–2017 - Martin Ševela 2017–2019 - Ján Kozák 2019– |

## Rekordok

### Rekord bevételért eladott játékosok
| #  | Játékos         | Hová           | Ár                             | Év   |
| -- | --------------- | -------------- | ------------------------------ | ---- |
| 1. | Peter Dubovský  | Real Madrid    | 4.3 millió euró (110 mil. SKK) | 1993 |
| 2. | Vladimír Kinder | Middlesbrough  | 2.2 millió euró (64 mil. SKK)  | 1996 |
| 3. | Seydouba Soumah | Partizan       | 1.65 millió euró               | 2017 |
| 4. | Róbert Vittek   | 1. FC Nürnberg | 1.2 millió euró                | 2003 |
| 5. | Stanislav Varga | Sunderland     | 1.1 millió euró (875.000 £)    | 2000 |
| 6. | Saláta Kornél   | FK Rosztov     | 1.0 millió euró                | 2011 |

### Rekord összegért vett játékosok
| #  | Játékos       | Honnan        | Ár              | Év   |
| -- | ------------- | ------------- | --------------- | ---- |
| 1. | Andraž Šporar | FC Basel      | 2 millió euró   | 2018 |
| 2. | Rabiu Ibrahim | KAA Gent      | 1.0 millió euró | 2017 |
| 3. | Holman Dávid  | Debreceni VSC | 0.7 millió euró | 2017 |

### A klub legeredményesebb játékosai
| #  | Nemzetiség    | Név              | Gólok száma |
| -- | ------------- | ---------------- | ----------- |
| 1  | SVK           | Ján Arpáš        | 151         |
| 2  | Csehszlovákia | Jozef Luknár     | 119         |
| 3  | Csehszlovákia | Ján Čapkovič     | 100         |
| 4  | Csehszlovákia | Adolf Scherer    | 99          |
| 5  | Csehszlovákia | Marián Masný     | 97          |
| 6  | Csehszlovákia | Viktor Tegelhoff | 86          |
| 7  | Csehszlovákia | Emil Pažický     | 77          |
| 8  | Csehszlovákia | Anton Moravčík   | 70          |
| .  | SVK           | Róbert Vittek    | 70          |
| 10 | TCH           | Jozef Obert      | 59          |
| .  | Csehszlovákia | Peter Dubovský   | 59          |

## Elsődleges források
- Az ŠK Slovan Bratislava a Gfdb.com honlapján(angolul)
- UEFA: ŠK Slovan Bratislava(angolul)
- RSSSF: Slovakia - List of Champions(angolul)
- RSSSF: Czechoslovakia - List of Champions(angolul)
- RSSSF: Slovakia - List of Cup Finals(angolul)
- RSSSF: Czechoslovakia - List of Cup Finals(angolul)
- Az ŠK Slovan Bratislava hivatalos honlapja(szlovákul)
- A Slovan Misto honlapja (csehül)
- Új Szó:Slovan Bratislava (hírek)